# Bristow (Iowa)
Bristow és una població dels Estats Units a l'estat d'Iowa. Segons el cens del 2000 tenia 202 habitants.

## Demografia
Segons el cens del 2000, Bristow tenia 202 habitants, 81 habitatges, i 57 famílies. La densitat de població era de 83,9 habitants per km².
Dels 81 habitatges en un 37% hi vivien nens de menys de 18 anys, en un 54,3% hi vivien parelles casades, en un 6,2% dones solteres, i en un 29,6% no eren unitats familiars. En el 25,9% dels habitatges hi vivien persones soles el 13,6% de les quals corresponia a persones de 65 anys o més que vivien soles. El nombre mitjà de persones vivint en cada habitatge era de 2,49 i el nombre mitjà de persones que vivien en cada família era de 2,91.
Per edats la població es repartia de la següent manera: un 26,7% tenia menys de 18 anys, un 11,4% entre 18 i 24, un 29,7% entre 25 i 44, un 18,8% de 45 a 60 i un 13,4% 65 anys o més.
L'edat mediana era de 31 anys. Per cada 100 dones de 18 o més anys hi havia 102,7 homes.
La renda mediana per habitatge era de 30.625 $ i la renda mediana per família de 34.167 $. Els homes tenien una renda mediana de 26.500 $ mentre que les dones 18.750 $. La renda per capita de la població era d'11.305 $. Entorn del 15% de les famílies i el 17,7% de la població estaven per davall del llindar de pobresa.

## Poblacions més properes
El següent diagrama mostra les poblacions més properes.